# Dibai
Dibai è una suddivisione dell'India, classificata come municipal board, di 34.853 abitanti, situata nel distretto di Bulandshahr, nello stato federato dell'Uttar Pradesh. In base al numero di abitanti la città rientra nella classe III (da 20.000 a 49.999 persone).

## Geografia fisica
La città è situata a 28° 13' 0 N e 78° 15' 0 E e ha un'altitudine di 183 m s.l.m..

## Società

### Evoluzione demografica
Al censimento del 2001 la popolazione di Dibai assommava a 34.853 persone, delle quali 18.346 maschi e 16.507 femmine. I bambini di età inferiore o uguale ai sei anni assommavano a 5.617, dei quali 2.954 maschi e 2.663 femmine. Infine, coloro che erano in grado di saper almeno leggere e scrivere erano 17.438, dei quali 10.709 maschi e 6.729 femmine.